# The Least Worst Of
The Least Worst Of è una compilation del gruppo statunitense Type O Negative. La raccolta contiene alcune canzoni pubblicate negli album precedenti, remix e canzoni inedite.
La copertina è una foto del Parachute Jump a Coney Island, Brooklyn, New York.

## Tracce

### Versione non "editata"
1. The Misinterpretation of Silence and Its Disastrous Consequences (Wombs and Tombs mix) - 0:39
2. Everyone I Love Is Dead - 4:39
3. Black No.1 (Little Miss Scare-All) - 4:34
4. It's Never Enough - 8:15
5. Love You to Death - 4:47
6. Black Sabbath (From the Satanic Perspective) - 7:44
7. Christian Woman - 4:25
8. 12 Black Rainbows - 5:10
9. My Girlfriend's Girlfriend (Cheese Organ Mix) - 3:43
10. Hey Pete (Pete's Ego Trip Version) - 5:19
11. Everything Dies - 4:33
12. Cinnamon Girl (Depressed Mode Mix) - 3:50
13. Unsuccessfully Coping with the Natural Beauty of Infidelty - 12:29
14. Stay Out of My Dreams - 8:15

### Versione "editata"
1. The Misinterpretation of Silence and Its Disastrous Consequences (Wombs and Tombs mix) - 0:39
2. Everyone I Love Is Dead - 4:39
3. Black No.1 (Little Miss Scare-All) - 4:34
4. Love You to Death - 4:47
5. Black Sabbath (From the Satanic Perspective) - 7:44
6. Christian Woman - 4:25
7. 12 Black Rainbows - 5:10
8. My Girlfriend's Girlfriend (Cheese Organ Mix) - 3:43
9. Hey Pete (Pete's Ego Trip Version) - 5:19
10. Everything Dies - 4:33
11. Cinnamon Girl (Depressed Mode Mix) - 3:50
12. Gravitational Constant: G=6.67 x 10-8 cm-3 gm-1 sec-2 - 9:04
13. Stay Out of My Dreams - 8:15

## Formazione
- Peter Steele - voce e basso
- Kenny Hickey - chitarra e voce
- Josh Silver - tastiere, sintetizzatore, effetti, cori
- Sal Abruscato - batteria e cori in "The Misinterpretation of Silence and Its Disastrous Consequences (Wombs and Tombs mix)", "Black No.1 (Little Miss Scare-All)", "Christian Woman", "Hey Pete (Pete's Ego Trip Version)", "Unsuccessfully Coping With The Natural Beauty of Infidelity" e "Gravitational Constant: G=6.67 x 10-8 cm-3 gm-1 sec-2"
- Johnny Kelly - batteria e cori in "Everyone I Love Is Dead", "It's Never Enough", "Love You to Death", "Black Sabbath (From the Satanic Perspective)", "12 Black Rainbows", "My Girlfriend's Girlfriend (Cheese Organ Mix)", "Everything Dies", "Cinnamon Girl (Depressed Mode Mix)" e "Stay Out of My Dreams"